# 하마나 마오
하마나 마오(일본어: 濱名 真央, 2000년 9월 8일~)는 일본의 축구 선수이다.

## 구단 경력
그는 2022년 J3리그의 마쓰모토 야마가 FC에 입단했고, 2년동안 팀에서 뛰었다. 2024년 일본 풋볼 리그의 아틀레티코 스즈카로 이적했다. 2025년 이와테 그루자 모리오카로 이적했다.